# Bob Beamon
Robert Beamon, detto Bob (New York, 29 agosto 1946), è un ex lunghista statunitense, campione olimpico a Città del Messico 1968 e detentore del record mondiale della specialità dal 1968 al 1991 con la misura di 8,90 m.

## Biografia
La madre morì di tubercolosi quando Beamon aveva otto mesi. Anni dopo, una borsa di studio gli aprì le porte dell'Università di El Paso, nel Texas, dove divenne presto un atleta di primo piano.
Per avere boicottato una riunione di atletica cui partecipavano dei mormoni, il cui comportamento razzista era notorio, Beamon perse la sua borsa di studio universitaria poco prima della sua partenza per Città del Messico.

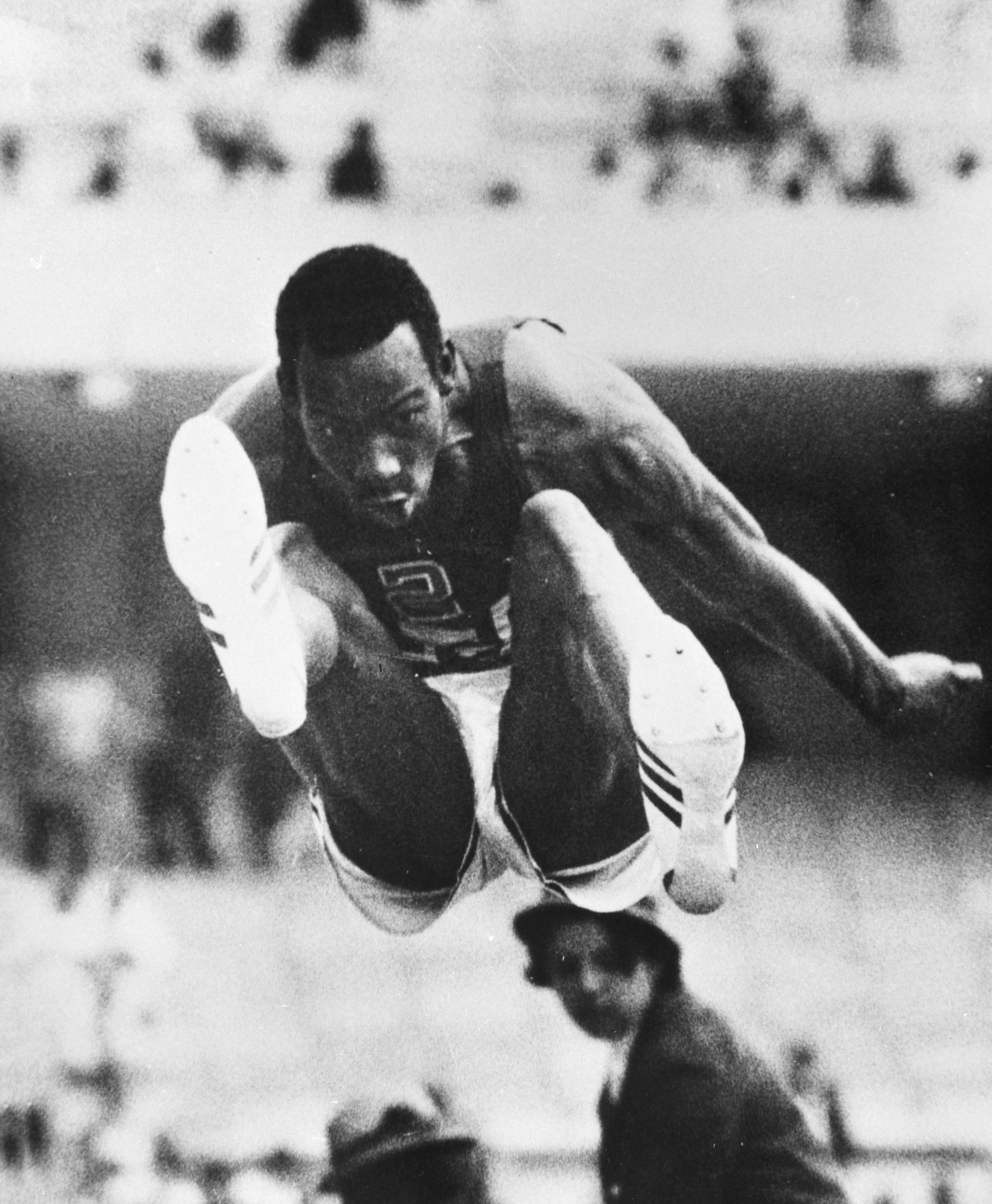
Bob Beamon nel 1968

Fu dunque un atleta in difficoltà quello che si presentò nello stadio il 18 ottobre 1968. Mentre si avvicinava un temporale, le prove ebbero inizio su una pedana frustata dai colpi di vento, che fece fallire i salti di parecchi concorrenti: il giapponese Yamada, il giamaicano Brooks, il tedesco occidentale Baschert. Dopo che i primi salti non gli erano riusciti bene, Beamon fece una rincorsa veloce, uno stacco preciso e un lungo volo: si vide immediatamente che l'americano aveva compiuto una grande impresa. Il giudice incaricato delle misurazioni fece scivolare l'apparecchio ottico sulla barra di scorrimento, ma si accorse che era troppo corta.
Gli incaricati dovettero quindi utilizzare il decametro a nastro della dotazione di emergenza, cosa che richiese interminabili secondi. Finalmente, sul tabellone luminoso apparve la misura: 8,90 m. Beamon, però, non aveva ancora capito, non essendo aduso al sistema metrico decimale. Fu necessario che Ralph Boston gli spiegasse che aveva saltato 29 piedi e 2 pollici perché se ne rendesse conto. A quel punto ebbe un mancamento.
Il suo record del mondo resistette per quasi ventitré anni e venne nominato dalla rivista Sports Illustrated come uno dei cinque più grandi momenti sportivi del XX secolo. Prima del salto di Beamon, il record mondiale era stato migliorato 13 volte dal 1901, con un incremento medio di 6 cm e con il maggior incremento di 15 cm. Il salto con cui Beamon ottenne la medaglia d'oro migliorò il record esistente di 55 cm. Il campione olimpico uscente, il britannico Lynn Davies, disse a Beamon "Tu hai distrutto questa specialità" e, nel gergo dell'atletica leggera, un nuovo aggettivo, "Beamonesco", entrò in uso per indicare un'impresa spettacolare.
Rientrato dal Messico ricominciò ad allenarsi seriamente, ma qualcosa non funzionava più nei suoi salti. Per alcuni anni continuò a gareggiare, ma non riuscì ad avvicinarsi più al suo record (il suo miglior salto fu di 8,16 m nel 1973 a Salt Lake City) e mancò la qualificazione per le olimpiadi del 1972. Molto tempo dopo cominciò a lavorare a New York, dove si occupava di ragazzi disadattati.
Il record di Beamon venne infranto il 30 agosto 1991, quando Mike Powell saltò la misura di 8,95 m ai campionati mondiali di Tokyo. Quasi sessant'anni dopo quell'impresa, il salto di Beamon è ancora record olimpico in carica e seconda miglior prestazione mondiale di ogni tempo.

## Palmarès

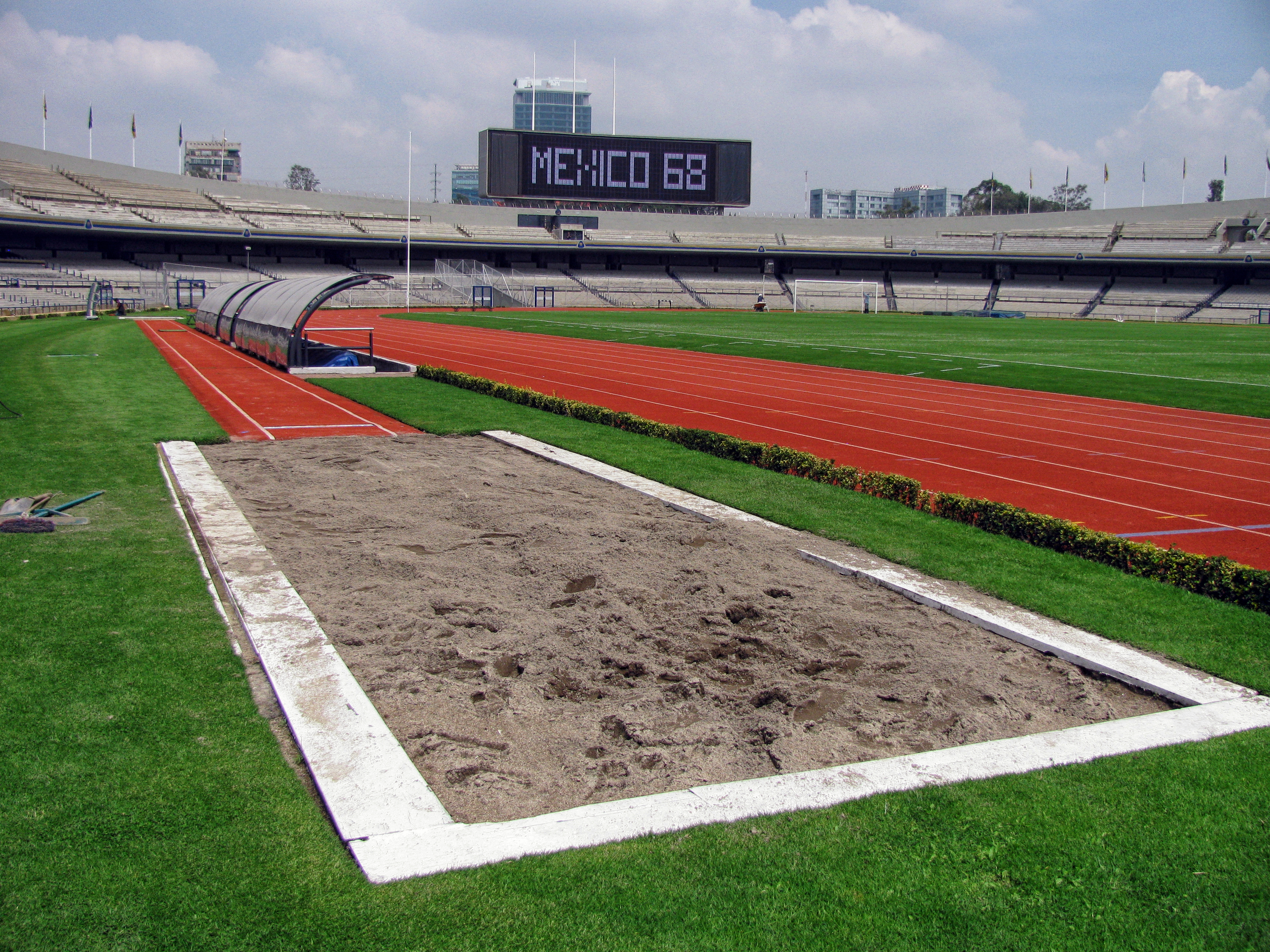
La pedana del salto in lungo dove Bob Beamon stabilì il record mondiale di 8,90 m

| Anno | Manifestazione      | Sede              | Evento         | Risultato | Prestazione | Note                              |
| ---- | ------------------- | ----------------- | -------------- | --------- | ----------- | --------------------------------- |
| 1967 | Giochi panamericani | Winnipeg          | Salto in lungo | Argento   | 8,07 m      |                                   |
| 1968 | Giochi olimpici     | Città del Messico | Salto in lungo | Oro       | 8,90 m      | Record mondiale · Record olimpico |